# Ichneutica notata
Ichneutica notata är en fjärilsart som beskrevs av John Tenison Salmon 1946. Ichneutica notata ingår i släktet Ichneutica och familjen nattflyn. Inga underarter finns listade i Catalogue of Life.